# アル・マイケルズ
アル・マイケルズ（Alan Richard "Al" Michaels、1944年11月12日 - ）は、アメリカ合衆国のスポーツ実況アナウンサー。ニューヨーク市ブルックリン区出身。これまでエミー賞のスポーツ実況部門を6回（1986、1989、1995、2000、2006-2007年）受賞している。

## プロフィール
1968年、ハワイでアナウンサーとしてのキャリアをスタート。1971年には本土に戻りMLB・シンシナティ・レッズ（-1973年）、およびNFL on NBCの実況（-1974年）を担当する。
1972年には、レッズがワールドシリーズに進出したことにより、その実況を担当。また、札幌オリンピックで来日し、アイスホッケーを実況している（いずれもNBC）。
1974年から1976年までMLB・サンフランシスコ・ジャイアンツ、1975年にはNFL on CBSの実況も担当した。

### ABC時代
1977年、ABCと契約、さまざまなスポーツの実況に携わる。代表的なものとして、1980年のレークプラシッドオリンピックのアイスホッケー競技・アメリカ対ソビエト連邦戦、1989年のワールドシリーズ、1986年から20年にわたり実況を務めたマンデーナイトフットボール（MNF）など。
全米4大メジャースポーツ（NFL・MLB・NBA・NHL）の優勝決定戦（スーパーボウル、ワールドシリーズ、NBAファイナル、スタンレー・カップファイナル）すべてを実況（2008年現在唯一）、同一シーズンでスーパーボウルとワールドシリーズの両方（1987年のワールドシリーズと第22回スーパーボウル）を実況した初のアナウンサーでもある。

### NBC移籍
2006年、アル・マイケルズはNBCに移籍、NBCサンデーナイトフットボール(SNF)を担当することになった。これは、ABCが前年の2005年をもってMNFから撤退し、ABCと同じディズニー傘下で、2005年までSNFを中継していたESPNに、同時にSNFを中継していたESPNがNBCに、それぞれ放送権を譲渡したことに伴うものである。
なお、アル・マイケルズの移籍に伴い、ABCで2002年からコンビを組んでいた解説のジョン・マッデンも同時にNBCに移籍した。
この結果、NBCの親会社・NBCユニバーサルは、傘下のNBCが放映権を保有しているオリンピックの放映権のうちハイライト番組放映権をESPNに、ウォルト・ディズニーが制作していたにもかかわらず、傘下のユニバーサル・ピクチャーズが権利を保有していた「オズワルド・ザ・ラッキー・ラビット」をディズニーに、それぞれ譲渡している。
マッデンが解説を引退した2009年以降はクリス・コリンズワースとコンビを組んでいる。

## 実況した主な試合
- マンデーナイトフットボール（1986-2005年）
- NBCサンデーナイトフットボール（2006年-2022）
- サーズデーナイトフットボール
- ワールドシリーズ（1972年(NBC)、1979、1981、1983、1985、1987、1989、1995年(ABC)）
- スーパーボウル（1988、1991、1995、2000、2003、2006年(ABC)、2009年、2012年、2015年、2018年、2022年(NBC)）
- NBAファイナル（2004、2005年(ABC)）
- スタンレー・カップファイナル（1993年、スタジオ司会としては2000-2002年(ABC)）
- 氷上の奇跡（この試合を元にした映画、ミラクル(Miracle)に彼自身として出演している。）